# Michail Jefremowitsch Pilnik
Michail Jefremowitsch Pilnik (russisch Михаил Ефремович Пильник; * 2. Novemberjul. / 14. November 1888greg. in Nischni Nowgorod; † 3. Oktober 1938 in Kommunarka) war ein russisch-sowjetischer Metallurg und Hochschullehrer.

## Leben
Pilnik, Sohn des Landvermessers Jefrem Annikijewitsch (Ioanikijewitsch) Pilnik, schloss den achtjährigen Besuch des Adelsinstituts Nischni Nowgorod 1907 mit einer Goldmedaille ab. Anschließend begann er das Studium am Polytechnischen Institut St. Petersburg in der Metallurgie-Abteilung, das er 1913 abschloss. Pilnik blieb am Polytechnischen Institut und arbeitete und lehrte als Assistent Michail Pawlows.
Als 1930 die Moskauer Bergakademie aufgelöst und das Moskauer Stalin-Stahl-Institut (MISiS) als eines der sechs Nachfolgeinstitute eröffnet wurde, erhielt Pilnik den Ruf auf den Lehrstuhl für Stahlmetallurgie des MISiS, den Wladimir Grum-Grschimailo mit anderen an der Bergakademie begründet hatte. Pilnik organisierte die Aspirantur und leitete dann den Lehrstuhl. Untersucht wurden am Lehrstuhl die Probleme der Theorie und Praxis der Stahlherstellung. Forschungsschwerpunkte waren das Siemens-Martin-Verfahren und das Bessemer-Verfahren. 1935 wurde er zum Professor ernannt und war dann Dekan der Metallurgie-Fakultät.
Während des Großen Terrors wurde Pilnik am 2. Juli 1938 verhaftet und am 3. Oktober 1938 wegen Beteiligung an einer konterrevolutionären terroristischen Organisation vom Militärkollegium des Obersten Gerichts der UdSSR nach Artikel 58 des Strafgesetzbuches der RSFSR zur Höchststrafe verurteilt und in Kommunarka erschossen. Die Rehabilitierung erfolgte am 13. Juni 1956.
Der Dichter Boris Jefremowitsch (Jefimowitsch) Pilnik (1903–1984) war Pilniks Bruder.